# Osthafentunnel

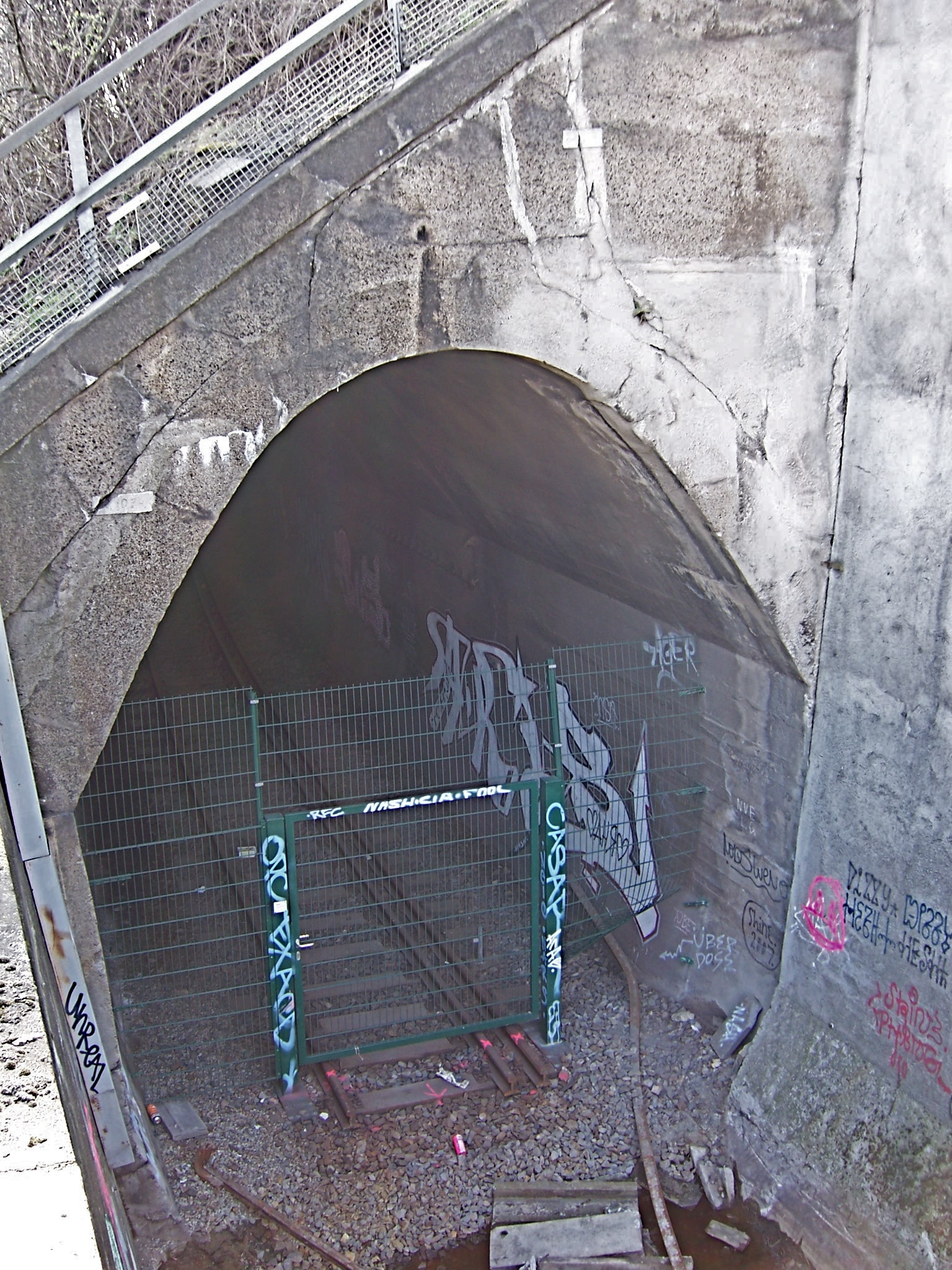
Nordportal des Osthafentunnels 2009

Der Osthafentunnel war ein Industriebahntunnel zur Anbindung des Osthafens im Berliner Bezirk Friedrichshain-Kreuzberg.

## Aufbau und Verlauf
Der insgesamt 245 Meter lange Tunnel unterquerte vom Osthafen kommend den Kreuzungsbereich Stralauer Allee / Elsenstraße / Alt Stralau als 123 Meter langer Halbtrograhmen aus Stahlbeton. Die Trägerrostabdeckung besteht aus dicht gelagerten Walzträgern und ist mit Betonausfüllung oder Stahlbetonfertigteilen ausgeführt. Unterhalb der Ringbahntrasse schloss ein Gewölbetunnelabschnitt (Länge ca. 100 Meter) mit Verbindung zu den Ringbahn-Gütergleisen am Bahnhof Ostkreuz an.

## Geschichte
Errichtet wurde der Tunnel in den Jahren 1907 bis 1913.
Durch die Umnutzung der Hafenflächen seit Mitte der 1990er Jahre zum Medien- und Modestandort wurden der Gleisanschluss für den Osthafen und damit auch der Tunnel selbst am 1. Mai 2005 stillgelegt.
Im Zuge der Umbauarbeiten an den Gleisanlagen am Bahnhof Ostkreuz wurde im Frühjahr 2011 ein etwa 100 Meter langer Tunnelabschnitt im Bereich der Ringbahn verfüllt, hierbei wurde auch die Gewölbedecke teilweise entfernt.
Aufgrund des schlechten baulichen Zustandes des Osthafentunnels war die Überfahrbarkeit durch Schwerlastverkehr nicht mehr gewährleistet. Daher wurde der Tunnelabschnitt unter der Straßenkreuzung von Ende 2016 bis April 2017 mit 3600 m³ Flüssigbeton verfüllt, das eigentliche Tunnelbauwerk hierbei jedoch nicht abgebrochen.
Ein Teil des Tunnels wird als Eisspeicher für die Klimatisierung des angrenzenden Gebäudes benutzt.